# Populous: The Beginning
Populous: The Beginning es un videojuego de estrategia en tiempo real desarrollado por Bullfrog Productions en 1998. Es el tercer juego de la serie Populous.
El juego aún está activo competitivamente, con la serie de torneos "God of Gods" siendo organizada para el 2007, 2009, y 2011, aparte de otros torneos. En el 2004, los servidores oficiales del modo multijugador fueron apagados, pero la comunidad aun juega en la comunidad multijugador Populous: Reincarnated.

## Información básica
En Populous el jugador deberá controlar a una chamán, que es una especie de hechicera que lidera a su tribu llevándola a través de distintos mundos, sistema solar tras sistema solar, para llegar a convertirse en un dios.
Se pueden crear distintas edificaciones, guerreros y utilizar poderes con el fin de modificar el terreno, destruir al enemigo, o conseguir objetivos secundarios. Para realizar todo esto, se debe tener suficiente Maná, una especie de magia que posee la chamán, este lo obtendrá a partir de su población la cual rinde favor. El objetivo del juego es vencer a la tribu o tribus enemigas, las cuales también cuentan con sus respectivos chamanes.
La tribu del jugador es de color azul y puede estar compuesta por varios tipos de unidades. Existen cinco tipos de unidades diferentes, y cada una puede realizar acciones especiales. Las unidades son:
- La Chamán: La unidad principal y la más poderosa. Es la líder de la tribu, y como tal, puede canalizar poderosos y destructivos hechizos. El objetivo de la Chamán, y de cada tribu, es convertirse en un dios, por lo que luchan entre sí, por la divinidad.

- Bravo o valiente: Es la unidad básica del juego. Es el único hombre que puede construir edificaciones y recoger madera. El valiente es como un aldeano.

Los bravos se convierten en otros tipos de unidades a partir de construcciones específicas; pueden pasar a ser guerreros, guerreros de fuego, predicadores o espías.
- Guerrero:: La unidad de pelea básica de la tribu, como un soldado común y corriente pero muy poderoso. Pueden vencer de 3 a 5 valientes cada uno. Este se entrena en la edificación de entrenamiento de guerreros.

- Predicador: El predicador es un Valiente entrenado en el templo, que puede convertir a los fieles enemigos (excepto predicadores y a la Chamán) a su propio bando.

- Guerrero de fuego: El guerrero de fuego es un valiente entrenado en una cabaña de entrenamiento de guerreros de fuego. Pueden disparar bolas de fuego muy poderosas desde una distancia a partir de sus manos. En comparación con otros juegos, el Guerrero de fuego se podría comparar a un arquero.

- Espía: El espía no es nada más que un valiente entrenado en la cabaña de entrenamiento de espías. El espía es un fiel débil, pero es el único que puede disfrazarse como el enemigo, para así entrar a su base y sabotear sus edificios con fuego.

## Edificaciones
En Populous, los valientes pueden construir edificios, en los cuales se podrán entrenar, o simplemente vivir para ofrendar al Chamán. Existen distintos edificios, los cuales son:
- Casa: Es una edificación con capacidad máxima de 5 valientes, y un mínimo de 3. Con el tiempo, los valientes que viven en una casa irán agrandándola para darle su forma óptima en la que cabrán 5 valientes, claro, esto por medio de fardos de madera, que recolectan de los árboles. También contribuyen como veneración hacia su chamán, puesto que mientras más casas llenas tengas, más rápido aumentara tu maná.

- Torre de Guardia: Es un edificio que puede ser situado en cualquier lugar del mundo, resultando útil para establecer un nuevo asentamiento. Además, cualquier fiel situado en ella obtendrá una bonificación. Los bravos extienden su rango de visión, los guerreros pueden llamar a por ayuda para defender el asentamiento, los predicadores pueden predicar desde más lejos, los guerreros de fuego pueden atacar desde más lejos, el espía puede desenmascarar espías enemigos y la Chamán puede lanzar hechizos desde una mayor distancia. El rango de acción de estas bonificaciones aumenta incluso más si la torre está situada sobre un terreno alto. También es el elemento fundamental para situar otras edificaciones si el caso se da en construir estructuras lejos del círculo de reencarnación.

- Cuartel de guerreros: En esta edificación se entrenan a los valientes para ser convertidos en guerreros.

- Templo: En esta edificación, los valientes (o Bravos) se entrenan para convertirse en predicadores.

- Cuartel de los guerreros de fuego: En este edificio, tus fieles pueden entrenarse para convertirse en guerreros de fuego.

- Cabaña de espías: En esta edificación tus fieles pueden entrenarse para convertirse en espías

- Cabaña de Barcas: Este edificio te permite construir barcas con las cuales puedes cruzar los mares, cada barca tiene una capacidad máxima de hasta 5 fieles.

- Cabaña de Globos: Esta es la estructura que más madera requiere para su construcción, pero también la más resistente. Te permite construir globos con los cuales puedes viajar a cualquier lugar del mundo. Cada globo puede llevar hasta 2 fieles

- Puesto de Vigilancia: Esta estructura no requiere madera y puede ser construida en cualquier lugar (aun así, no puede establecer nuevos asentamientos como la torre de vigilancia). Este puesto sirve para que tus fieles se pongan a patrullar y ataquen a cualquier enemigo que se acerque.

## El mundo
Populous está compuesto por 25 niveles para llegar a convertirte en un dios.
En el mundo de Populous, se pueden encontrar varios objetos y seres o personas que pueden ayudar al jugador en su batalla. Estos son:
- Salvajes o nativos: son hombres silvestres que no son una amenaza, pero pueden ser convertidos mediante el conjuro "conversión".

- Árboles: Otorgan la madera necesaria para las edificaciones. Cada árbol puede otorgar hasta 4 piezas de madera antes de desaparecer, sin embargo, si un árbol no es talado completamente, pronto volverá a crecer. Se debe tener cuidado de no agotar rápidamente los árboles.

- Cabezas de Piedra: Estas edificaciones deben ser adoradas por los fieles o el chamán. Cuando se comienzan a adorar, se muestra la cantidad de fieles requeridos para que la adoración se ejecute a su máxima velocidad, y una barra roja, que al llenarse, la tribu que adoró a la piedra, recibirá un hechizo o construcción. Estos, son regalos de los ancestros, y solo pueden ser usados una vez, esto es, si el regalo fue un hechizo, solo lo podrás usar una vez.

- Tótems: estos funcionan de manera similar a las cabezas de piedra, solo que al ser adorados, lanzan un hechizo en vez de otorgar uno, pudiendo ayudar a tu tribu o causando gran devastación al enemigo.

- Obelisco: estos pueden lanzar hechizos como dártelos, pero, a diferencia de los tótems y cabezas de piedra, solo pueden ser adorados por la Chamán.

- Criptas del conocimiento: (solo en campañas monojugador) Estas altas edificaciones contienen los conocimientos del enemigo (ya sean edificios o hechizos) y solo pueden ser adoradas por la Chamán. Cuando el proceso de adoración está completo, la Chamán entra a la cripta y recibe el conocimiento del enemigo. El conocimiento adquirido es permanente y puede ser un hechizo o una construcción.

## Hechizos
En Populous, el Chamán puede lanzar aproximadamente 20 hechizos. Cada uno requiere ser cargado, y puede ser usado un máximo de veces antes de necesitar volver a ser recargado o mantenerse constantemente en recarga. las cargas de los hechizos se muestran como esferas celestes (si las esferas son rojas, esto indica que el conjuro ha sido obtenido mediante una cabeza de piedra)
- Explosión: El conjuro básico, tiene poco alcance y requiere poca maná. Aun así, demuestra ser un arma barata y efectiva cuando se trata de causar daño a pequeños grupos de enemigos. Tiene un máximo de 4 usos antes de necesitar volver a ser recargado por completo.

- Conversión: Un conjuro especial, que te permite convertir a los nativos (hombres salvajes, que no representan una amenaza), en bravos. Cuando se lanza, crea un anillo de luz y cualquier salvaje que este dentro de este será convertido a tu causa. Requiere poca maná y es el conjuro con mayor rango. Máximo de 4 usos.

- Ejército Fantasma: (solo disponible en multijugador) Este conjuro se lanza sobre tus propios seguidores, y al hacerlo crea copias fantasmas, que si bien para ti lucen como fantasmas, para el enemigo lucen idénticos a tus seguidores reales. Las ilusiones no causan daño y desaparecen al primer golpe. Máximo de 4 usos.

- Enjambre: Cuando se lanza, este conjuro crea una nube de avispas que pican y muerden a los enemigos, haciéndolos correr desesperadamente y perdiendo el control sobre las unidades afectadas durante un breve periodo de tiempo, y causándoles un leve daño. Máximo de 4 usos.

- Relámpago: La versión más poderosa del conjuro explosión. Este hechizo mata (con cualquier nivel de maná) a cualquier seguidor de un solo golpe, incluyendo chamanes. Posee un mayor alcance que la explosión, pero requiere más maná. Máximo de 4 usos.

- Pasarela: Conjuro alterador de la tierra, que crea una conexión de tierra entre el punto donde se lanza y la chamán. No puede ser lanzado sobre el agua; debe lanzarse sobre tierra firme. Tampoco puede ser lanzado desde embarcaciones ni globos. Máximo de 4 usos.

- Invisibilidad: Se lanza a tus propios fieles y los vuelve invisibles durante un largo período, o hasta que tus seguidores ataquen. Este conjuro no surte efecto en la Chamán y tiene un máximo de 4 usos.

- Hipnosis: Este hechizo se lanza sobre los fieles enemigos, y los hipnotiza, haciendo que se conviertan a tu causa durante un tiempo limitado. No surte efecto en la Chamán y tiene un máximo de 3 usos antes de necesitar ser recargado por completo.

- Ciénaga: Al lanzarse sobre un punto, se crea una ciénaga de plantas que matan a cualquier fiel que entre en ella, incluyendo a los tuyos propios. La ciénaga puede matar hasta 10 seguidores, luego de lo cual desaparece. Máximo de 3 usos.

- Tornado: Al lanzarse sobre un punto cualquiera, se crea un feroz tornado que destruye toda edificación y árbol a su paso, y sacudirá a los fieles, tanto tuyos como enemigos, por los aires. Este hechizo es poderosamente destructivo, pero una vez lanzado el tornado, no se tiene control sobre el mismo. Máximo de 3 usos.

- Erosionar: Al igual que el conjuro pasarela, este es un conjuro alterador de la tierra. Es un poderoso hechizo que puede bajar las montañas, acelerando increíblemente el proceso de erosión, y, lanzado cerca de las costas, resulta un tremendo arma para hundir las edificaciones. Máximo de 2 usos.

- Terremoto: Este conjuro devastador empieza a hacer que la tierra tiemble y se desgaje, destruyendo las edificaciones. Es mucho más efectivo en terreno alto. Máximo de 2 usos.

- Escudo Mágico: Este hechizo se lanza sobre tus fieles, y al hacerlo crea sobre estos una barrera mágica protectora temporalmente, que defiende a tus fieles de muchos hechizos, entre ellos la explosión, el relámpago y la lluvia de fuego. Máximo de 4 usos.

- Aplanar: Junto con el hechizo pasarela y el hechizo erosionar, este es un conjuro alterador del terreno. Al lanzarse sobre un punto, crea un anillo expansivo de luz que nivelará la tierra a la misma altura que el punto desde donde se lanzó. Tiene un máximo de 3 usos.

- Lluvia de Fuego: un devastador hechizo que libera una tormenta de fuego sobre una gran zona, causando devastación tanto a enemigos como a los edificios. Máximo de 2 usos.

- Ángel de la Muerte: Invoca desde los cielos a una monstruosa serpiente voladora no controlable que cazará a las unidades enemigas de uno en uno durante un tiempo o hasta que sea derrotado, capturandolos con su mandíbula para posteriormente escupir llamas sobre él y lanzarlo por los aires. Es posible contrarrestarlo con guerreros de fuego. Máximo de 1 uso.

- Volcán: El hechizo más poderoso de tu arsenal. Es el conjuro que más maná cuesta, pero una vez lanzado, demostrará tu supremacía creando un gran volcán que escupirá rocas ardientes a los fieles enemigos; acto seguido, inundará un gran área en lava ardiente que quemará tanto a las unidades como a los edificios. Máximo 1 uso.

- Armaggedon: (Hechizo especial) Este conjuro es el arma definitiva. Al ser usada, crea una enorme arena de combate a la cual todos los fieles serán transportados para pelear a muerte. La última tribu en pie será la ganadora. Cuando una tribu gana, se le arroja un rayo a la chamán de la primera tribu que fue vencida, después la segunda y posteriormente la tercera. Desde el momento de su lanzamiento, el jugador pierde totalmente el control de sus unidades y solo queda mirar y esperar el resultado del enfrentamiento entre las tribus. Máximo 1 uso.

- Teletransportar: (Hechizo especial) Este conjuro posee un alcance ilimitado, y al ser empleado sobre un punto del mapa, teletransporta a la Chamán hasta allí. Máximo 4 usos.

- Sanguinario: (Hechizo especial) Este conjuro se lanza sobre tus fieles y los conviertie en máquinas de matar, incrementando increíblemente su poder de lucha y su velocidad durante un tiempo limitado. Si un bravo recibe este conjuro , aumenta su velocidad de construcción y es capaz de vencer a un guerrero mano a mano. Máximo de 4 usos.

## Competición
Actualmente se puede jugar en línea mediante la plataforma de Populous Matchmaker, un programa que incluye funcionalidades de rangos, logros y ligas. Desarrollado por Populous Reincarnated, un sitio basado en el juego, el cual es mantenido por usuarios y jugadores desde el año 2003, esta plataforma se encuentra disponible de forma gratuita.
Se llevan a cabo diversos torneos, algunos, ajustados a niveles o bien referentes a combates con un solo tipo de fieles, como puede ser el caso de las batallas de chamán. Desde el 2007, la serie de torneos "God of Gods" ha sido organizada por la comunidad, con el objetivo de determinar quienes son los mejores jugadores de Populous: The Beginning. Los organizadores del torneo tienen la intención de reclutar a los mejores jugadores de la comunidad Populous: Reincarnated.
| Año  | Gold     | Silver    | Bronze       | Cuarto |
| 2007 | Sub Zero | Dash      | NanoSaurus   | MentiX |
| 2009 | Nefarius | addiction | Keith52      | Orange |
| 2011 | Nefarius | Ragnj     | Keith52      | Tundar |
| 2015 | Nici     | Ttamylno  | IceT / Karma |        |